# Doug Basham
Lyle Douglas "Doug" Basham, Jr. (12 de mayo de 1971) es un luchador profesional estadounidense conocido por sus apariciones en la World Wrestling Entertainment (WWE) del 2002 al 2007 y en la Total Nonstop Action Wrestling (TNA) bajo el nombre de Basham en el 2007. Entre sus logros, destacan dos reinados como Campeón en Parejas de la WWE.

## Carrera

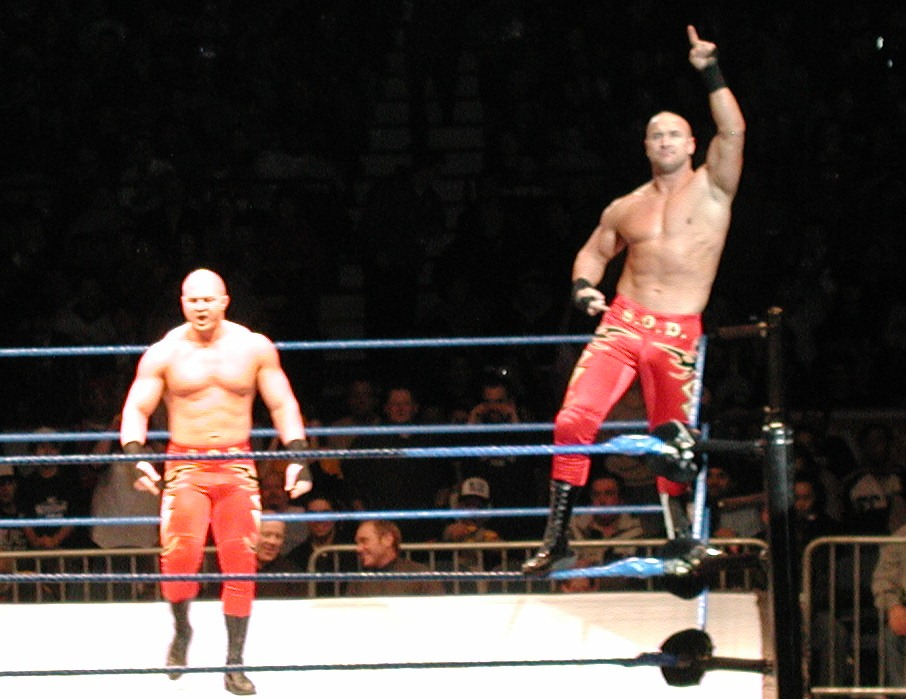
Lyle Douglas "Doug" Basham, Jr. es un luchador profesional estadounidense conocido por su paso por la WWE y la TNA, donde destacó como parte del equipo "The Basham Brothers". Ganó el Campeonato en Parejas de la WWE durante su carrera.

### Ohio Valley Wrestling (1996 – 2003, 2005 - 2007)
Antes de pelear en la World Wrestling Entertainment, Doug peleaba en la Ohio Valley Wrestling. Basham es el sobrino del creador de la OVW, Danny Davis. Doug era uno de los favoritos, llegando a ganar el Campeonato Peso Pesado de la OVW al derrotar a David C. el 5 de julio de 1998. Tras esto, lo perdió ante Rip Rogers el 13 de septiembre, empezando un feudo con él. Basham recuperó el título el 29 de diciembre, pero lo perdió de nuevo ante Roger el 3 de enero de 1999.
Tras esto, cambió a Heel y participó en una storyline en la que se enfrentó al nuevo favorito de su tío, Nick Dinsmore. Basham desapareció a finales del 2000 y regresó con una máscara bajo el nombre de The Machine, atacando a Dinsmore. Sin embargo, Dinsmore le derrotó en una lucha, descubriendo su identidad. Luego creó The Revolution, un stable con otros luchadores. Ganó el Campeonato Peso Pesado de la OVW por tercera vez al derrotar a Flash Flangan el 25 de julio de 2001, pero lo perdió el 28 de noviembre ante Leviathan. Tras esto, el 19 de febrero de 2003 se enfrentó al Campeón Peso Pesado de la OVW Damaja y Dinsmore, ganando Dinsmore la lucha y el campeonato. Sin embargo, en abril ganó por cuarta y última vez el título al derrotar a Dinsmore, pero lo perdió ante Damaja el 30 de julio de 2003. Tras esto, la WWE decidió subirle al plantel principal en 2003, debutando en el programa Smackdown!
Después de la desaparición de WWE en TV, en septiembre de 2005, Doug volvería a OVW en virtud de un nuevo truco, "La superestrella de Superstars". En este momento, salió a la pista utilizando el tema de Superman antes de firmar un nuevo contrato con WWE en abril de 2006.
El 7 de marzo del 2007, The Basham Brothers regresaron a la OVW, derrotando a Wyatt Young y Mike Tolar en  dark match.

### World Wrestling Entertainment (2002–2007)
Con WWE impresionada por su habilidad en el ring, Doug recibió numerosas luchas a finales de 2002 y principios de 2003 contra luchadores como Mark Jindrak, Charlie Haas, Lenny Lane, Val Venis, Nathan Jones, Redd Dogg, Nova, Johnny Jeter, Horshu, Shannon Moore o Billy Kidman. También peleó en peleas en parejas junto a luchadores como Damaja, Sean O'Haire o Bull Buchanan.
Basham hizo su debut oficial el 29 de mayo de 2003 en SmackDown! como parte de The Basham Brothers con su compañero de equipo Danny Basham. The Bashams participaron en Vengeance en un APA Bar Brawl, empezando un feudo con The APA (Bradshaw & Farooq), derrotándoles en No Mercy con la ayuda de su nueva mánager, Shaniqua. Tras esto, ganaron el Campeonato en Parejas de la WWE al derrotar a Los Guerreros (Eddie & Chavo) el 23 de octubre del 2003 en Smackdown!, reteniéndolos ante los mismos en Survivor Series. Sin embargo, perdieron el título el 5 de febrero de 2004 ante Rikishi & Scotty 2 Hotty. The Basham Brothers & Shanica tuvieron la revancha en No Way Out en una pelea en desventaja, pero perdieron después de que Shanica fuera cubierta. Inmediatamente, The Basham Brothers la despidieron como su mánager. Tras esto, intentaron recuperar el título en WrestleMania XX ante Rikishy & Scotty 2 Hotty, The APA y The World's Greatest Tag Team (Charlie Haas & Shelton Benjamin), pero Rikishi & Hotty retuvieron el título. 
Tras esto, lucharon en Velocity hasta noviembre de 2004, cuando pasaron a formar un equipo conocido como The Cabinet junto a Orlando Jordan y el Campeón de la WWE John "Bradshaw" Layfield (JBL), siendo conocidos como Secretaries of Defense, ayudando a JBL durante sus feduos a retener el título. En Armageddon derrotaron a Charlie Haas & Hardcore Holly y el 13 de enero de 2005 en SmackDown! ganaron a los Campeones en Parejas de la WWE Rey Mysterio & Rob Van Dam, Eddie Guerrero & Booker T & Mark Jindrak & Luther Reigns, ganando el Campeonato en Parejas de la WWE por segunda vez, pero los perdieron ante Guerrero & Mysterio en No Way Out. Después de que JBL perdiera el título, el 16 de junio de 2005 deshizo The Cabinet. Tras esto, cambió su gimmick y comenzó a ser llamado The Bash Man, pero fue enviado de nuevo a la OVW. Durante 2006, volvió a hacer pareja con Danny en la ECW como The Paul Heyman's Security. El 18 de enero de 2007 fue despedido de la WWE.

### Total Nonstop Action Wrestling (2007)
Doug Basham o, simplemente, Basham y Damaja debutaron en la TNA el 10 de mayo del 2007 en un episodio de TNA Impact!. Donde eran aliados de Christy Hemme, Basham y Damaja enfrentaron a los rivales de Hemme Kip James y Lance Hoyt en una pelea Tag Team. El 15 de agosto de 2007 Basham fue despedido junto con su etiqueta de equipo asociado en lo que respecta a una no se presenta de un antiguo caso.

### Ohio Valley Wrestling (2008–2009)
Basham regresó a la OVW derrotando a JD Michaels por descalificación, luego de que AL Baron llegara.

## Campeonatos y logros
- Ohio Valley Wrestling

- OVW Heavyweight Championship (4 veces)
- OVW Southern Tag Team Championship (2 veces) – con Flash Flanagan (1) y Damaja (1)

- World Wrestling Entertainment

- WWE Tag Team Championship (2 veces) – con Danny Basham

- Pro Wrestling Illustrated
  - Situado en el Nº157 en los PWI 500 de 2002[7]
  - Situado en el Nº51 en los PWI 500 del 2003[8]
  - Situado en el Nº63 en los PWI 500 del 2004[9]
  - Situado en el Nº66 en los PWI 500 del 2005[10]
  - Situado en el Nº164 en los PWI 500 del 2007[11]